# Economia Danemarcei

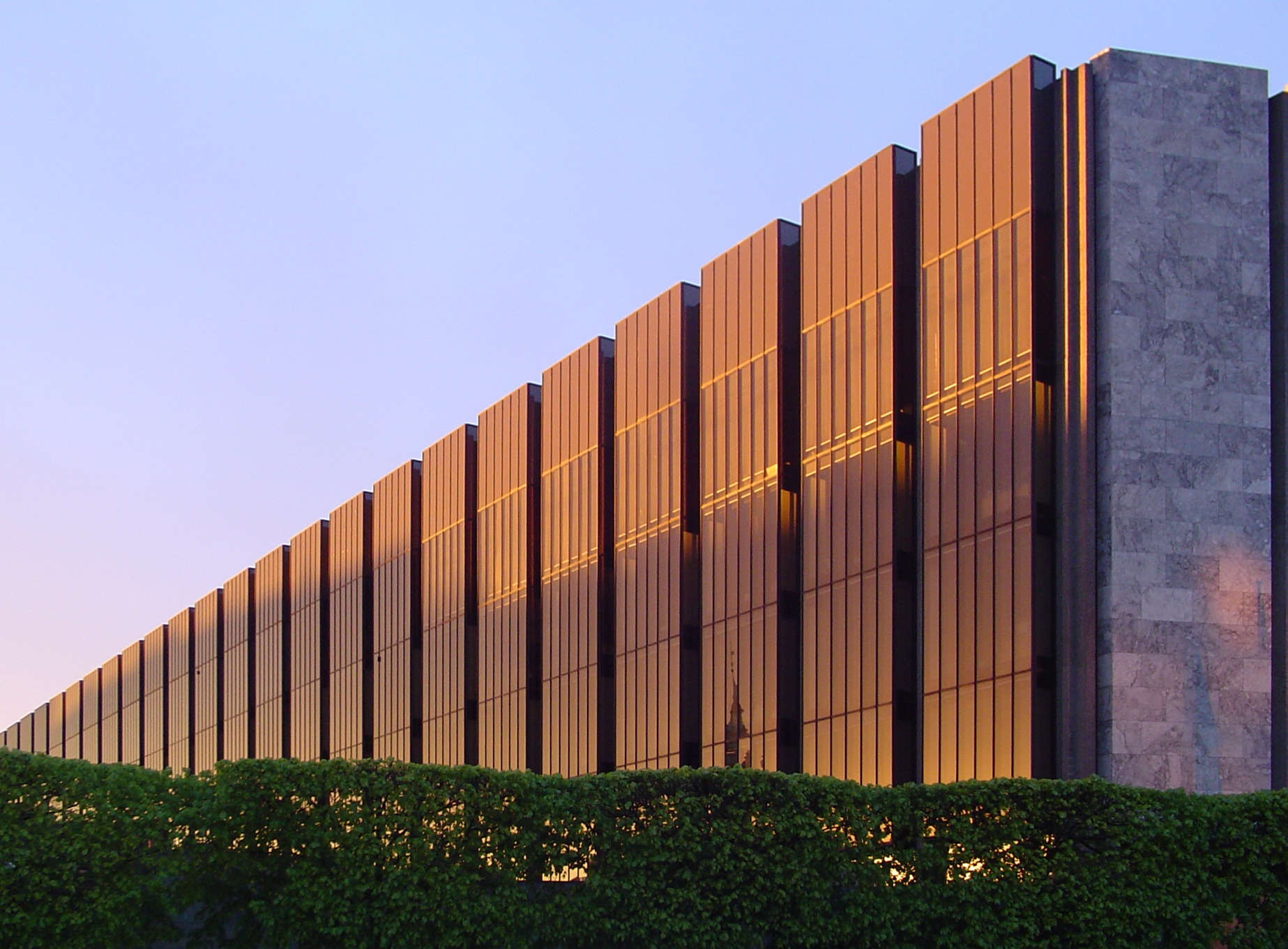
Banca Naţională a Danemarcei din Copenhaga

Economia Danemarcei se caracterizează printr-o agricultură modernă, cu un grad ridicat de productivitate, și o industrie foarte diversificată, de asemenea foarte productivă. Are un sistem social bine pus la punct, un nivel de trai ridicat, o monedă națională stabilă și o dependență ridicată de comerțul extern. Danemarca este un exportator net de alimente și energie și are un excedent extern confortabil.
75% din muncitorii danezi fac parte dintr-un sindicat afiliat Confederației daneze a sindicatelor. Relațiile dintre sindicate și angajatori sunt de cooperare: sindicatele joacă un rol important în managementul locului de muncă, și sunt reprezentate în majoritatea consiliilor administrative ale companiilor. Regulile legate de orarul de muncă și salarii sunt negociate între sindicate și angajatori, cu o implicare minimă din partea guvernului.
Guvernul a reușit să atingă și chiar să depășească criteriile economice pentru participarea la faza a treia (o monedă europeană comună) a Uniunii economice și monetare a Uniunii Europene (EMU), Danemarca, într-un referendum în septembrie 2000, a confirmat decizia de a nu se alătura celorlalte 12 țări membre ale UE care au adoptat euro. Chiar și asa, moneda daneză rămâne legată de euro.
Conform IMD World Competitiveness Yearbook 2005, într-un clasament ce cuprinde 60 de economii naționale și regionale, Danemarca este apreciată ca a șaptea economie a lumii în privința competitivității economice, fiind depășită doar de Statele Unite, Hong Kong, Singapore, Islanda, Canada și Finlanda. După ce în perioada 2005 - 2006 economia daneză a înregistrat o creștere de peste 3%, în 2007, conform statisticilor Organizației pentru Cooperare și Dezvoltare Economică (OCDE), creșterea economică a Danemarcei a atins nivelul de 2,2%. În 2008 însă, economia a înregistrat cea mai mică rată de creștere dintre toate statele membre ale OCDE, de doar 1,4%, situându-se pe aceeași poziție ca și Italia.